# トミー・ワンダー
トミー・ワンダー（Tommy Wonder, 1953年 - 2006年7月）はオランダ出身のマジシャン。
カップ&ボールの演技やゾンビボールの演技で有名。ラスベガスやモンテカルロなどでパフォーマンスを行い、FISMの審査委員でもあった。2005年に来日して吉祥寺でレクチャーショーを行う。翌2006年7月に肺がんにて死去。